# Janvier 1915

## Événements
- André Citroën obtient une commande d’un million d’obus de 75. Il installe ses usines Quai de Javel à Paris.
- Le prédicateur William Wade Harris est déporté par les Français de la Côte d'Ivoire vers le Libéria.
- Premier vol du de Havilland DH.1.

- 4 janvier : 
  - Le Princess Patricia's Canadian Light Infantry est le premier à aller au front.
  - Victoire de l’armée russe du Caucase sur les Turcs à Sarikamish. Deux corps d’armée sont détruits.

- 6 janvier (Mexique) : Venustiano Carranza décrète une « loi annulant toutes les dépossessions de terres, eaux et bois appartenant au peuple, distribués en violation des dispositions contenues dans la loi du 25 juin 1856 », première étape de la réforme agraire mexicaine. En février, les anarcho-syndicalistes de la Casa del Obrero Mundial se rallient à Carranza et forment des Bataillons rouges pour combattre les conventionnalistes.

- 9 janvier :
  - Retour en Inde de l’avocat gujrati Mohandas Karamchand Gandhi de retour de Pretoria via Londres. Il avait dirigé en Afrique du Sud un mouvement réclamant l’égalité des droits entre Indiens et Européens et y avait organisé à trois reprises des campagnes de résistance passive[1].
  - Les autorités fédérales suisses décrètent le monopole des céréales.

- 12 janvier : exposition de Picabia à New York.

- 13 janvier : tremblement de terre à Avezzano. Il fait 29 980 victimes[2].

- 18 janvier : 
  - Victoire de l'armée allemande dirigée par Paul Emil von Lettow-Vorbeck sur les troupes britanniques à la bataille de Jassin (Tanzanie actuelle).
  - « Vingt et une demandes ». Le Japon envoie des revendications économiques et politiques à la Chine en échange de la restitution du territoire de Jiaozhou. Le projet consiste à faire du continent une zone privilégiée d’influence et d’intervention japonaise.

- 19 janvier : 
  - Premier bombardement aérien de civils par un zeppelin au Royaume-Uni.

- 19 et 20 janvier : premier raid allemand en Angleterre par des dirigeables.

- 20 janvier : exposition Matisse à New York.

- 21 janvier : offensive russe dans les Carpates.

- 23 janvier : révolte au Nyassaland conduite par John Chilembwe contre les colons anglais.

- 24 janvier : victoire de la flotte britannique près du Dogger Bank sur l’escadre allemande.

- 28 janvier : 
  - Première offensive de Suez. La IVe armée ottomane a pour objectif la prise du canal de Suez. Dès l’hiver 1914-1915 s’instaure un front d’Égypte. Les troupes britanniques, massées derrière le canal, parviennent à repousser les assauts ottomans.
  - Coup d’État du président de la république Manuel de Arriaga au Portugal. Le gouvernement démocrate démissionne et Arriaga désigne son ami Pimenta de Castro, chargé de préparer les élections.

## Naissances
- 4 janvier : Samuel Gaumain, évêque catholique français, évêque émérite de Moundou (Tchad) († 20 août 2010).
- 9 janvier : Anita Louise, actrice américaine († 25 avril 1970).
- 10 janvier : Laure Diebold, née Laure Mutschler, résistante française (Mado), qui fut la secrétaire de Jean Moulin († 17 octobre 1965).
- 18 janvier : 
  - Syl Apps, joueur de hockey sur glace († 28 décembre 1998).
  - Michel de Camaret, militaire, résistant, diplomate, et homme politique français († 24 juin 1987).
- 20 janvier : Ghulam Ishaq Khan, (en ourdou/pachto : غلام اسحاق خان), homme politique pakistanais, président du Pakistan de 1988 à 1993 († 27 octobre 2006).
- 29 janvier : John Serry (père) accordéoniste de concert, organiste, compositeur, éducateur († 14 septembre 2003).
- 30 janvier : John Profumo, homme politique britannique († 9 mars 2006).

## Décès
- 1er janvier : Francis Tattegrain, peintre français (° 11 octobre 1852).
- 7 janvier : Georges Mathey, peintre et sculpteur français (° 15 mai 1887).
- 21 janvier : Donald Alexander Smith, homme politique.
- 24 janvier : Carl Haag, peintre allemand (° 20 avril 1820).